# Мартин Шонгауер
Мартин Шонгауер (око 1448, Колмар, Француска– 2. фебруара 1491, Браисах на Рајни у литератури наћи ће се да је умро такође у Колмару где се и родио) био је немачки графичар и сликар. У оквиру штампаних илустрација био је превазиђен тек појавом Албрехта Дирера.
Његове графике биле су штампане и продаване не само у Немачкој већ и у Италији, Енглеској и Шпанији. О његовом животу нема много података. Шонгауер је у Италији био познат под именом Бел Мартино и Мартино Данверса. 

## Биографија
Из његовог живота имамо мало сигурних података. Вероватно је 1450. године или неколико година пре рођен у Колмару у Алзасу у Франнцуској. Његов отац се доселио из Аугсбурга 1440. године као златар и где је Шонгауер провео своје прве године у радњи свога оца или можда код Каспара Исенмана и закључно је радио одређено време у Нирнбергу у радионици Ханца Плајденвурфа где се упознао са новим начином сликања Холанђана Јан ван Ајка и Рохир ван дер Вејдена.
Од 1465. био је уписан на неколико семестара на Универзитету у Лајпцигу. Најкасније у 1469/70 годинама је предузео пут у Бургундију и Холандију. Његова дела показују утицаје Рохир ван дер Вејдена, као и Дирик Ботуса и Јан ван Ајка.
Због свог деликатног сликарства био је прозван од својих савременика Мартин Лепи или Диван Мартин. Од свог сликарства имао је сасвим малу зараду. Из године 1473. потиче његово дело Мадона у Росенхагу које представља касноготску слику Богородице која је сликана са великом јасноћом у композицији и њеном извођењу.
Не само због техничких детаља и уметночких квалитета у бакрорезу где је могућности ове технике докраја познавао важио је као један од најзначајнијих графичара пре Албрехта Дирера. Као графичар је своје радове потписивао и датирао и она имају репрезентативне форме.

## Дела (избор)
- Света породица
- Клањање пастира
- Ево човека
- Портрет једне младе жене
- Испитивање Св. Антонија
- Крист на крижу
- Мадона у Росенхагу
- Рођенје Криста